# Sinjar Bulan
Sinjar Bulan is een bestuurslaag in het regentschap Lahat van de provincie Zuid-Sumatra, Indonesië. Sinjar Bulan telt 283 inwoners (volkstelling 2010).